# High (James Blunt)
High is de eerste single van James Blunt, afkomstig van het album Back to Bedlam. High is uitgebracht op 3 december 2003. Het nummer sloeg in Engeland aanvankelijk niet aan, tot teleurstelling van Blunt zelf, en werd een jaar later (in oktober 2005), na het succes van You're Beautiful, daar opnieuw uitgebracht, ditmaal met meer succes. De single is nooit uitgebracht in Nederland, maar is wel te vinden op het album. 
Het nummer is geschreven door James Blunt en Ricky Ross. Het is opgenomen in Los Angeles, onder de labels Atlantic en Custard Records. Het is geproduceerd door Tom Rothrock en Jimmy Hogarth. Het genre van het nummer is folk rock en pop rock.
Er zijn twee muziekvideo's voor "High" gemaakt. In de eerste video, gemaakt voor de eerste uitgave van de single, is Blunt begraven in de woestijn en achtervolgt hij vervolgens een illusionair meisje. In de tweede video, gemaakt voor de heruitgave van de single, zit Blunt gitaarspelend en zingend op een plastic stoel in een leeg pakhuis en rent hij door een bos.